# Bondoci
Bondoci – wieś w Rumunii, w okręgu Vâlcea, w gminie Copăceni. W 2011 roku liczyła 132 mieszkańców.